# Puente de la Unión (Zaragoza)
El puente de la Unión o puente de las Fuentes es un puente sobre el río Ebro en Zaragoza. Conecta los barrios de Las Fuentes y La Jota y fue diseñado para cerrar el primitivo cinturón de la ciudad (Z-20) por el Este, prolongando hacia el norte el Camino de las Torres a través del río hasta la calle del Marqués de la Cadena. Fue inaugurado el 7 de octubre de 1989, siendo alcalde Antonio González Triviño, tras dos años de obras.
Se trata de algo previsto ya en 1986. El plan general urbanístico de la ciudad perfiló la ampliación del Camino de las Torres como vía circulatoria para vertebrar los nuevos barrios en torno a los cuales crecía la ciudad. El cambio en el transporte que supuso se vio reforzado por el ensanche del Camino de las Torres en la zona previa al puente y la urbanización de nuevas zonas en San Miguel, Las Fuentes, Arrabal y Vadorrey. Al otro lado del Ebro, la calle de Valle del Broto ganó con la inauguración importancia, en detrimento de la ruta directa por la calle San Juan de la Peña a través del centro. Se enmarca así en el intento de alejar el tráfico del Casco Histórico
El proyecto es del ingeniero José Antonio Torroja y consta de dos estructuras gemelas de 331 metros, una para cada sentido de circulación. Su tablero fue el primero en la ciudad de Zaragoza que no se apoyó en el cauce del río. El sistema constructivo utilizado fue el de avance en voladizo con dovelas hormigonadas "in situ". La longitud total del puente se distribuye en tres vanos de luces 93,0+145,0+93,0 metros, construidos mediante avance por voladizos sucesivos, excepto los 19,30 m de tablero adyacentes a los estribos, que se ejecutaron sobre cimbra convencional apoyada en el terreno. El tablero descansa en pilas y estribos sobre apoyos de neopreno-teflón. El tablero es un cajón monocelular, cuyo canto varía entre 7,16 m sobre pilas y 3,00 m en centro de vano central y zona sobre cimbra, siguiendo una directriz parabólica. La anchura del cajón es de 7,45 m con voladizos laterales de 3,15 m. Las pilas, son macizas de hormigón armado y sección tronco-piramidal, y se cimientan mediante 14 pilotes de 2,00 m de diámetro con encepado común. Fue construido por Fomento de Obras y Construcciones, S. A.